# Thomas Guggenberger
Thomas Guggenberger (* 7. August 1815 in München; † 26. April 1882 ebenda) war ein deutscher Maler.

## Leben
Thomas Guggenberger studierte ab 1829 an der Königlichen Kunstakademie in München bei Julius Schnorr von Carolsfeld und Joseph Schlotthauer. Eine Studienreise nach Oberitalien unternahm er 1834. 1840 beteiligte er sich an der Ausmalung des königlichen Schlosses in Athen unter Leitung von Friedrich von Gärtner.

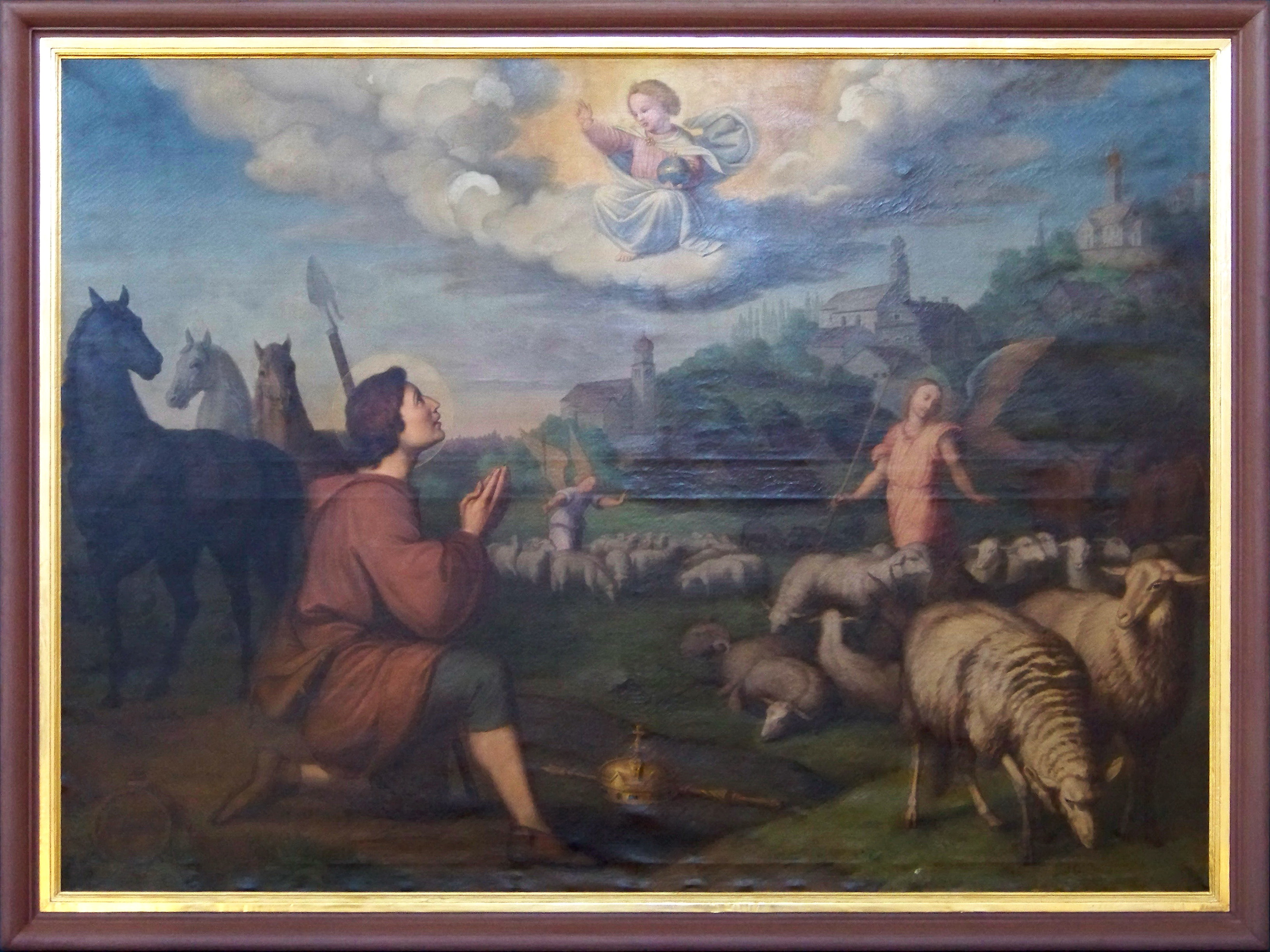
Gemälde St. Wendelin, Pfarrkirche Hofkirchen

Anschließend war er Kartonzeichner bei der königlichen Glasmalereianstalt in München, wo er sich 1847 um eine feste Anstellung bewarb. Er wurde probehalber angestellt, allerdings wurde er 1851 nicht übernommen. Im Anschluss arbeitete er mit Tafel- und Wandmalereien überwiegend für Kirchen, vor allem in Oberbayern und Schwaben.
Von 1859 bis 1861 fertigte er Zeichnungen für den Kalender für katholische Christen an. 1860 gehörte er zu den Gründungsmitgliedern des Münchner Vereins für Christliche Kunst. Für das alte bayerische Nationalmuseum, in dem sich heute das Museum für Völkerkunde befindet, malte er 1864 das Fresko Ludwig der Reiche stiftet 1472 die Hochschule zu Ingolstadt. Dieses wurde allerdings später überputzt und könnte noch unter dem Putz erhalten sein. Einen Kreuzweg mit lebensgroßen Figuren stellte er von 1868 bis 1870 für Chicago her. Auch entwarf er Kirchengewänder.